# Ducato di Nasso
Il Ducato di Nasso o dell'Arcipelago (in greco Δουκάτον Αρχιπελάγους?) è stato tra il 1207 e il 1579 un ducato marittimo nell'arcipelago delle Cicladi (Mar Egeo), costituito nell'ambito dei possedimenti coloniali della Repubblica di Venezia e con capitale Nasso.

## Storia

### La nascita dell'impero coloniale veneziano
Con la caduta nel 1204 di Costantinopoli nell'ambito della Quarta crociata e la creazione di un nuovo Impero latino a spese dello sconfitto Impero bizantino, Venezia si era resa padrona di "un quarto e mezzo dell'Impero d'Oriente", espandendo i suoi possedimenti a creare un vasto impero marittimo che la rendeva padrona delle Cicladi e altre zone del Mediterraneo orientale.
Nell'acquisire e organizzare i nuovi possedimenti la Repubblica veneziana adottò il sistema feudale degli alleati franchi, in tal modo incentivando l'intervento privatistico delle grandi famiglie patrizie nelle nuove colonie e garantendosi dunque un controllo indiretto delle stesse: l'interesse della Repubblica non era infatti tanto il dominio territoriale, quanto la disponibilità di basi numerose e sicure per la flotta e il controllo delle rotte commerciali.

### Il Ducato dell'Arcipelago
Il Ducato di Nasso venne creato nel 1207 da Marco Sanudo, uno dei partecipanti alla crociata e nipote del Doge Enrico Dandolo, che aveva rinunciato alla corona imperiale in favore di Enrico di Fiandra.
Accompagnato da Marino Dandolo, Andrea Ghisi e Geremia Ghisi, oltre che da Ravano dalle Carceri, signore di Eubea e Filocalo Navigajoso, Granduca di Lemno, con otto galee il Sanudo sbarcò a Potamidides conquistando Nasso: i Greci si ritirarono nella fortezza di Apalyros, sostenuti dai Genovesi, principali avversari di Venezia in Oriente, ma in breve anche quest'ultimo baluardo cadde.
Nel 1210, avuta ragione delle ultime sacche di resistenza, i Veneziani procedettero alla rapida occupazione del resto dell'arcipelago, che venne spartito tra i partecipanti alla spedizione:
- Nasso (isola), Paro, Antiparo, Milo, Sifanto, Citno, Ios, Kimolos, Sicandro, Syros e Folegandro andarono in possedimento diretto del Sanudo;
- Andro divenne feudo dei Dandolo;
- Tino, Miconio, Serifo e Ceo andarono ai Ghisi;
- Santorini passò ai Barozzi;
- Anafi andò ai Foscolo;
- Cerigo divenne signoria dei Venier;
- Cerigotto andò a Jacopo Viaro;
- Stampalia divenne feudo dei Querini Stampalia.

Il nuovo ducato riconobbe l'autorità dell'Imperatore latino e nel 1236 esso divenne nominalmente vassallo di Guglielmo II di Villehardouin, Principe d'Acaia.
Assieme agli altri possedimenti veneziani sopravvisse al collasso dell'Impero Latino e alla restaurazione bizantina, quando il 25 luglio 1261 Michele VIII Paleologo riprese il trono di Costantinopoli. Sebbene la flotta bizantina, al comando dell'ammiraglio Licario riuscisse a riconquistare l'intero arcipelago tranne Nasso e Paro, nel 1310 il dominio veneziano poteva dirsi completamente ristabilito, dopo essere passato nel 1278 in vassallaggio del Regno di Napoli.
Nel 1317 il ducato subì una violenta incursione della Compagnia Catalana e, nel 1354 nell'ambito della guerra tra Genova e Venezia il duca Giovanni I Sanudo venne catturato ed imprigionato a Genova ed in seguito rilasciato dietro il pagamento di un riscatto e la firma di un trattato di concessioni alle flotte Genovesi nel 1355.
Nel 1383 una ribellione rovesciò i Sanudo, spianando la strada alla presa del potere da parte della famiglia dei Crispo. Intanto in Oriente Venezia iniziava a scontrarsi col nuovo pericolo rappresentato dall'Impero ottomano e necessitava di un controllo sempre più stretto e diretto dei propri possedimenti coloniali, così nel 1418 Nasso divenne finalmente vassallo diretto della Repubblica di Venezia.

### Decadenza
Nel 1432 i Genovesi condotti dal Capitano Pietro Spinola con 14 Navi e 10 Galere conquistarono ed occuparono Nasso ed Andro, dopo aver assediato e saccheggiato Corfù.
Nonostante la strenua resistenza della Serenissima, le continue battaglie stavano erodendo il suo impero marittimo. 
Sempre più pressato dai nemici, il Ducato di Nasso prese a pagare tributo ai Turchi, finché nel 1566 il duca Jacopo IV venne deposto dal Sultano Selim II.

### Il Ducato sotto i Turchi
Deposto Jacopo IV Crispo, il sultano affidò il Ducato a Giuseppe Nasi, un marrano originario del Portogallo, che lo resse fino al 1579. Nipote di Grazia Nasi, Giuseppe era sposato con una sua cugina, Doña Reyna Nasi, erede delle fortune della famiglia Mendes (fuggita dai territori ispanici a seguito del Decreto dell'Alhambra). Alla morte di Giuseppe (1579), il sultano espropriò tutti i beni della vedova ad eccezione della dote stabilita nel ketubah (contratto matrimoniale), del valore di 90000 dinar. Con ciò che le restava, Doña Reyna aprì una stamperia ebrea in un sobborgo di Costantinopoli.
Nonostante la deposizione ufficiale del duca Jacopo IV, alcune famiglie cristiane continuarono a conservare interessi e titoli sulle terre del vecchio arcipelago. La famiglia Gozzadini, di Bologna mantenne il possesso su Sifo ed altre isole delle Cicladi fino al 1617, mentre Tenos restava ai Veneziani fino al 1714. L'ultimo porto veneziano nel Peloponneso venne conquistato dai turchi solo nel 1718, mentre a Nasso gli ultimi diritti feudali latini vennero aboliti nel 1720. Gașpar Graziani, originario della Dalmazia, venne nominato Duca dell'Arcipelago da Venezia in una data non ben precisata tra il 1579 ed il 1619.